# 鳳山神社
鳳山神社位於臺灣高雄州鳳山郡鳳山街（今高雄市鳳山區），於昭和十年（1935年）7月31日舉行鎮座祭。鳳山神社坐北朝南，地基為武洛塘山的土石。鳳山神社的社格原為無格社，後來升為鄉社。
戰後神社原址改為鳳山醫院，建築約於1950年代拆毀，殘存的狛犬現分別位於鳳山城隍廟、高雄市軍人忠靈祠鳥松園區、國軍高雄忠靈塔前殿，另殘有石燈籠一座在鳳山仙公廟。

## 沿革
根據《臺灣日日新報》昭和九年（1934年）5月12日的報導，由於當時鳳山郡還未有郡級的神社，鳳山郡各界在去年（1933年）開始籌建神社，籌備工費為3萬6千圓。之後在該年（1934年）5月開始在水源地（柴頭埤一帶）填土，預定在昭和十年（1935年）12月完工。
後來根據該報昭和十年（1935年）1月12日的報導，因為監工單位申請許可延誤影響到工期，鳳山神社的工程在去年（1934年）12月27日獲准，相關單位在該年（1935年）1月9日收到許可令。另外此時已經募款達到預定的5.5萬圓，神社用地為3700坪。
最後鳳山神社於昭和十年（1935年）7月31日舉行鎮座祭。後來在昭和十五年（1940年），為了紀念皇紀2600年與鳳山神社創立五週年，鳳山郡在10月27日舉行宵宮祭、電影放映會，10月28日舉行神轎遊行、相撲、武道大會、變裝遊行等活動。昭和十八年（1943年）10月15日，鳳山神社的社格升為鄉社。
二戰結束後，高雄縣衛生院於民國38年（1949年）在鳳山神社一帶設立門診部，將神社建物充作病房。之後於民國50年（1961年），衛生院門診部遷到新的衛生中心大廈（今鳳山區公所、衛生所一帶），神社拜殿被改為太平間。據高橋正己的探查，民國66年（1977年）12月時鳳山神社的本殿、拜殿及社務所（被充當倉庫）仍存，拜殿前的第三鳥居也還在。而到了民國67年（1978年），高雄縣政府將神社拜殿與本殿等殘存建物拆除，於神社石垣平臺上興建鳳山醫院。醫院在兩年後（1980年）竣工營運。

## 建築
鳳山神社的建築軸線是東北─西南方向，共有四座「神明鳥居」。最南側的大鳥居旁邊設有社號碑，表參道兩旁各設有8座石燈籠。表參道約長165公尺，尾端是神社石垣平臺，上頭有三座鳥居、參道和其他社殿平臺上的上的第二鳥居後方西側是手水舍，東側是社務所。本殿為平入式的神明造建築。
另外在手水舍東南邊，曾設置有一匹銅馬像。

## 遺跡

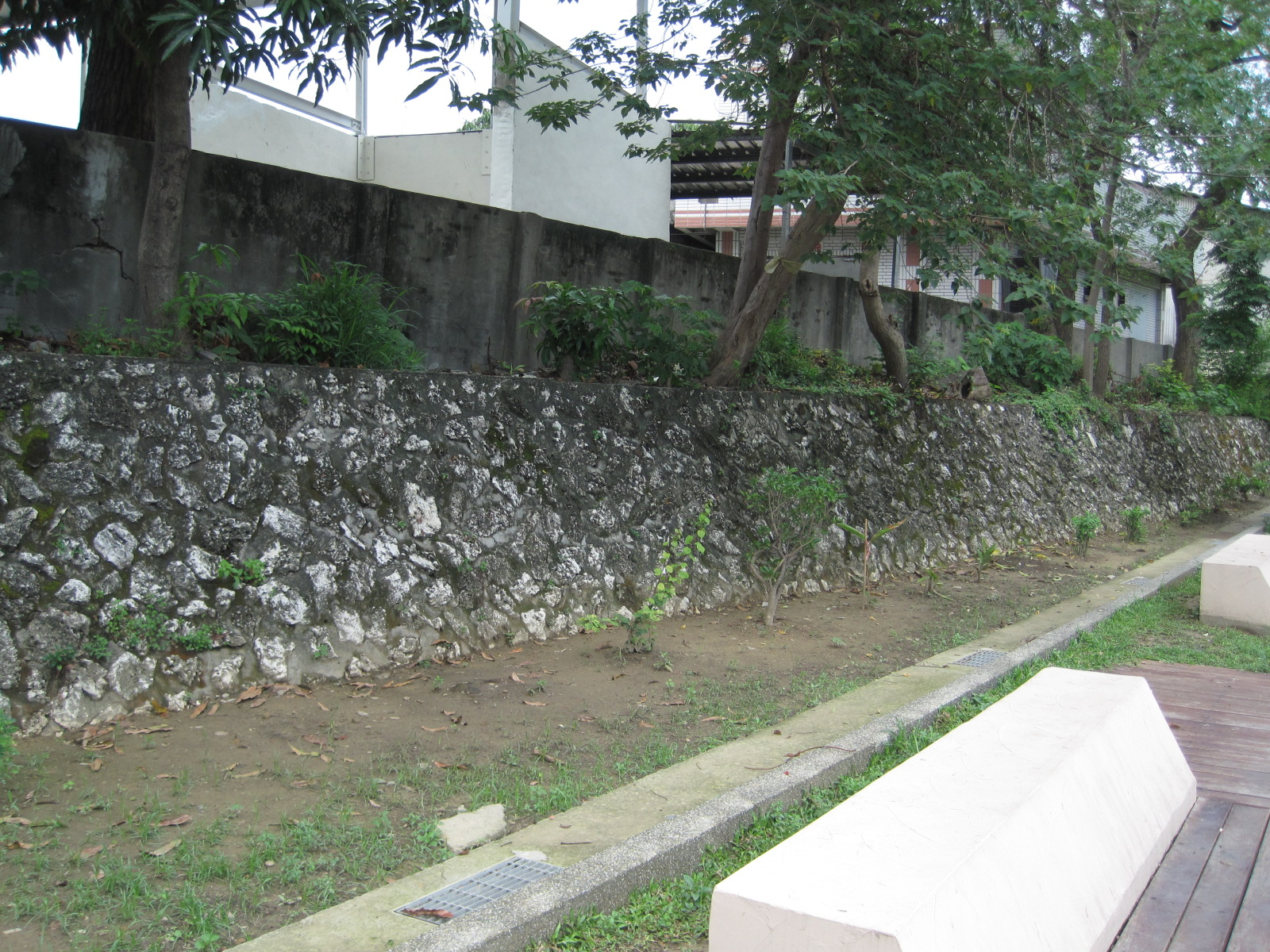
鳳山神社石垣平臺遺跡（硓𥑮石牆部分）

鳳山神社曾有三對狛犬，分別位在大鳥居、一鳥居附近。大鳥居的狛犬約是在1941年後才設置，約在1947年被人移到鳳山城隍廟充當石獅。一鳥居前的石梯兩側，曾設有的一對狛犬，後來被移到高雄市軍人忠靈祠鳥松園區的牌樓前。而在一鳥居兩側曾設有的一對狛犬（設置處後來改立一對大型石燈籠），後來則搬到國軍高雄忠靈塔。

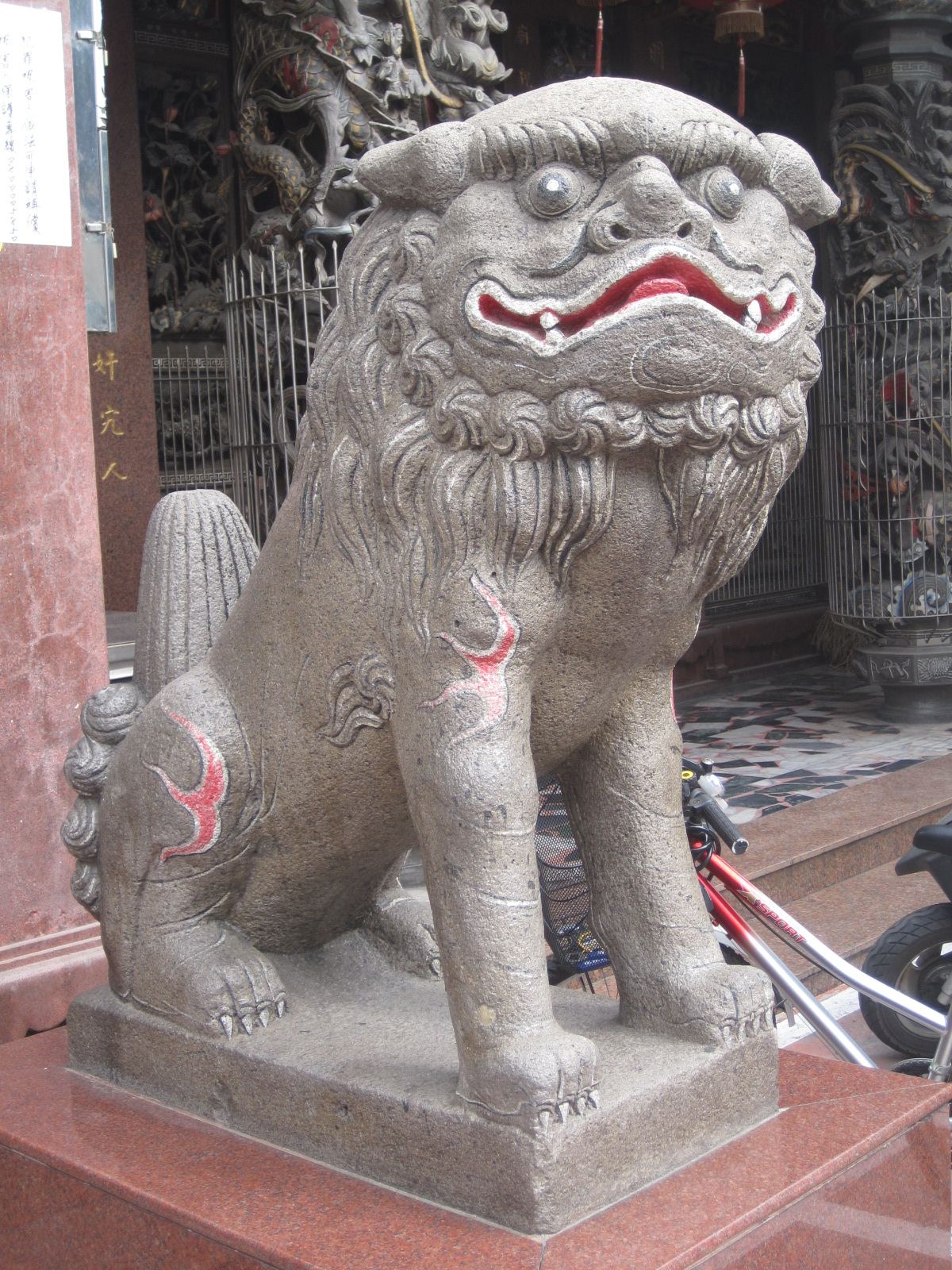
大鳥居的哞形狛犬
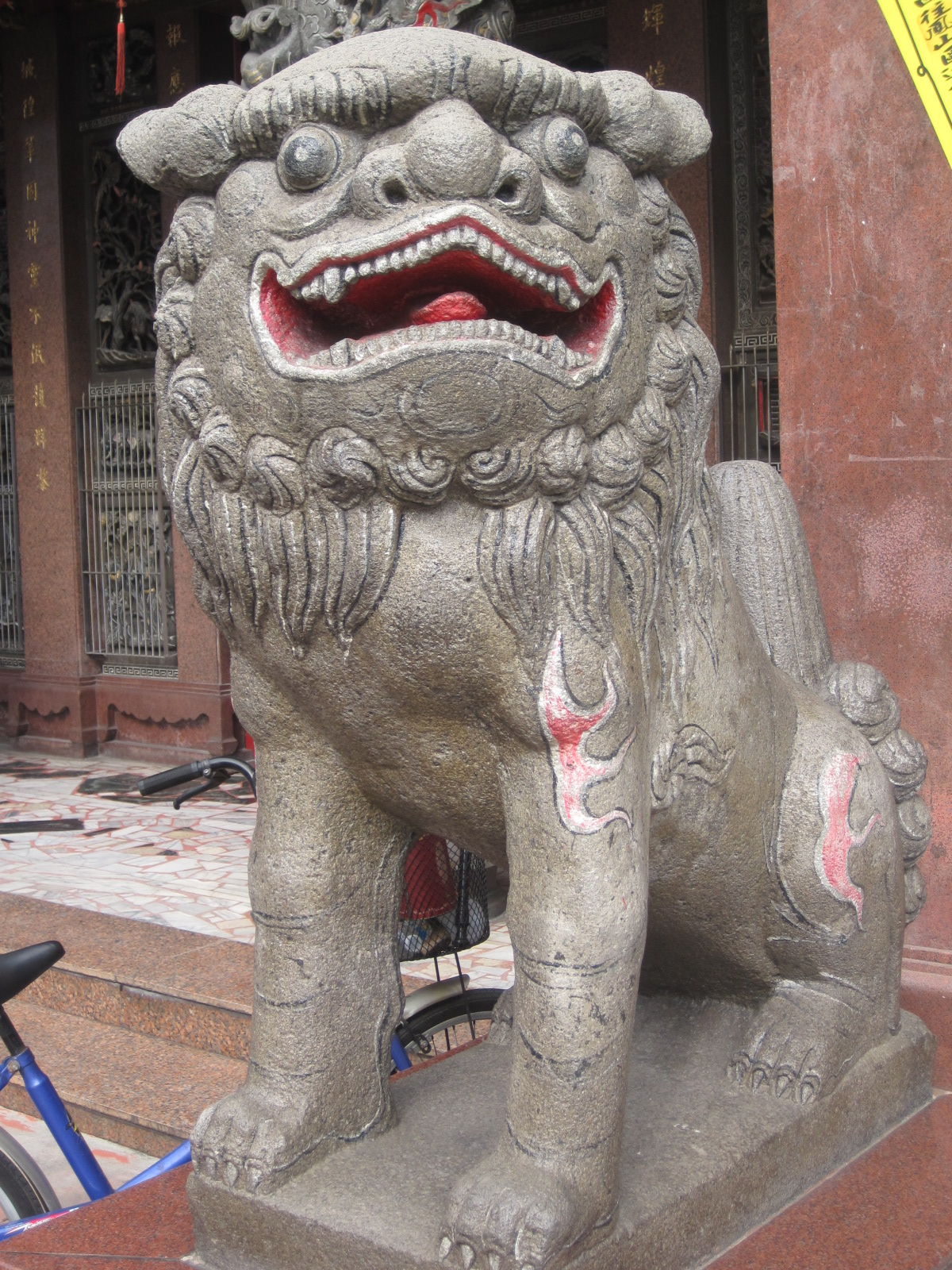
大鳥居的阿形狛犬

鳳山神社的石燈籠，後來則被移到鳳山鎮南宮旁的五甲一路213巷，從巷口牌樓一直沿巷道排列到廟前做裝飾。但隨著巷道兩側的甘蔗園被開發成住宅區，石燈籠幾乎都遭到拆除，只留下一座安置於鎮南宮仙公廟的中庭。
此外鳳山城隍廟有一座藤製神轎，轎頂上面的青銅片據說即是來自於鳳山神社的建物。
而除了這些構件外，神社基地的石垣平臺仍保有一部份，其中以北側（博愛路539巷旁的曹公圳南岸）保留的較為完整。